# Sabelantilope
Sabelantilopen eller sort hesteantilope (Hippotragus niger) er et dyr i underfamilien hesteantiloper af skedehornede pattedyr. Den lever på træklædte savanner i Østafrika syd for Kenya samt i Sydafrika. De voksne individer er 190-255 cm fra hoved til hale, og hannerne er 117-140 cm høje over skulderpartiet, mens hunnerne er lidt mindre. Hannerne vejer typisk omkring 235 kg, mens hunnerne vejer omkring 220 kg. Halen er 40-75 cm lang.
Sabelantilopen er karakteriseret ved en robust krop, en kraftig hals og tykt skind. Overordnet set er pelsens farve mellem kastanjebrun og sort, hvor det er hannerne, der bliver sorte, når de er omkring tre år gamle, mens hunnerne og ungdyrene overvejende er brunlige. Dog bliver de hunsabelantiloper, der lever længst mod syd, også mørkebrune til sorte. Undersiden af kroppen samt hals og kæbeparti er generelt hvide. Endelig har de to hvide striber på hovedets overside.
Begge køn har lange, bagudbøjede, krogede horn. Hunnernes horn bliver mellem 60 og 100 cm, mens hannernes bliver mellem 80 og 165 cm. Sabelantiloperne kan blive op til 16 år gamle i vild tilstand og 19 år i fangenskab.